# Gäddegölen (Godegårds socken, Östergötland)
Gäddegölen är en sjö i Motala kommun i Östergötland och ingår i Motala ströms huvudavrinningsområde.